# Stefie Restle
Stephanie „Stefie“ Restle, auch: Stefanie oder Steffi (* 24. Dezember 1901 in Beuron; † im Zeitraum 7. bis 9. Oktober 1978 in Stuttgart) war eine deutsche Politikerin (SPD) und Mitglied im baden-württembergischen Landtag.

## Leben
Stefie Restle wurde als Tochter eines Försters geboren, sie hatte zehn Geschwister. Nach dem Besuch der Volksschule, des Klosterinternates und der kaufmännischen Fachschule absolvierte sie ein kaufmännisches Praktikum im Großhandel. Sie arbeitete von 1917 bis 1921 als Kontoristin und Stenotypistin in Freiburg im Breisgau und war von 1921 bis 1925 als Hausdame und Haushaltshilfe in Norwegen tätig. Von 1925 bis zu ihrer Entlassung im Mai 1933, die aus politischen Gründen erfolgte, war sie als Angestellte beim Arbeitsamt in Durlach und beim Landesarbeitsamt (seit 1928 Reichsanstalt für Arbeitsvermittlung und Arbeitslosenversicherung) in Stuttgart beschäftigt. Nach einer kurzen Phase der Erwerbslosigkeit arbeitete sie von November 1934 bis Januar 1935 als Stenotypistin beim Kaufhaus Tietz & Co. in Stuttgart. Im Anschluss war sie bis Ende 1947 als Buchhalterin bei der Firma Auto-Staiger in Stuttgart tätig, seit 1939 als Leiterin der Lohnbuchhaltung. Von 1945 bis 1948 war sie auch Vorsitzende des dortigen Betriebsrates.

## Politische Tätigkeit
Restle hatte sich 1926 der SPD angeschlossen und war von 1948 bis 1951 Stadträtin in Stuttgart. 1950 wurde sie als Abgeordnete in den Landtag von Württemberg-Baden gewählt, dem sie bis 1952 angehörte. Von 1952 bis 1953 war sie Mitglied der Verfassunggebenden Landesversammlung und danach bis 1968 Abgeordnete des Landtages von Baden-Württemberg. Als Parlamentarierin galt ihr Hauptaugenmerk der Sozialpolitik. Sie war Mitglied im sozial- und kulturpolitischen Ausschuss, im Petitionsausschuss und im Ständigen Ausschuss. Anliegen waren ihr u. a. die Kriegsopferversorgung, die Blindenfürsorge und der soziale Wohnungsbau.

## Ehrungen
- 1967: Großes Verdienstkreuz der Bundesrepublik Deutschland
- 2019: Aufnahme in das Gedenkbuch politisch verfolgter Abgeordneter des Landtags von Baden-Württemberg